# Rahitnama
Rahitnama écrit aussi Rahit Nama dont le pluriel est Rahitname est un mot dans le sikhisme utilisé pour décrire un genre de textes: des textes qui donnent la conduite à suivre pour le croyant tout au long de sa vie. Rahit veut dire: style de vie, et, nama: lettre, manuel. Attribuées en grande partie à Bhai Nand Lal, ces paroles écrites collectées auprès du dernier gourou humain du sikhisme, Guru Gobind Singh, expliquent la conduite personnelle et sociale qu'il faut tenir après avoir été admis dans la fraternité du Khalsa, et reçu le baptême sikh, l'Amrit Sanskar.